# Campionato mondiale giovanile di scherma 2001
Il Campionato mondiale juniores di scherma del 2001 ("2001 World Juniors Fencing Championships") è stato organizzato dalla Federazione internazionale della scherma e si è svolto a Danzica in Polonia dal 9 al 10 aprile.
Nel fioretto, si sono aggiudicati i titoli del campionato mondiale il tedesco André Weßels, che ha battuto in finale il francese Erwann Le Péchoux, e la polacca Malgorzata Wojtkowiak che ha avuto la meglio sulla magiara Gabriella Hopka-Varga.
Nella spada il tedesco Jens-Steffen Pfeiffer ha battuto in finale il cinese Lei Wang, ottenendo il titolo mondiale juniores maschile, mentre tra le donne la tedesca Patricia Osyczka ha superato la tedesca Britta Heidemann.
Nella sciabola il magiaro Tamas Decsi prevale sul lo statunitense Ivan Lee, mentre la statunitense Mariel Zagunis ha battuto la statunitense Sada Jacobson.
Nel campionato mondiale juniores a squadre maschili, la nazionale tedesca ha prevalso nella finale del fioretto contro la Francia, mentre la nazionale italiana ha vinto nella spada contro la formazione polacca, ed infine la nazionale statunitense ha avuto la meglio sulla compagine francese nella sciabola.
Nel campionato mondiale juniores a squadre femminili, la nazionale polacca ha prevalso nella finale del fioretto contro la Russia, la Francia ha vinto nella spada contro la compagine rumena, ed infine la formazione statunitense ha avuto la meglio sulla nazionale russa nella sciabola.

## Podi

### Uomini
| Specialità  | Oro                                                                               | Argento                                                             | Bronzo                                                                         |
| Individuali |                                                                                   |                                                                     |                                                                                |
| Fioretto    | André Weßels                                                                      | Erwann Le Péchoux                                                   | Byungchul Choi Jun Zhu                                                         |
| Spada       | Jens-Steffen Pfeiffer                                                             | Lei Wang                                                            | Alexandre Bouzaid Maksym Khvorost                                              |
| Sciabola    | Tamas Decsi                                                                       | Ivan Lee                                                            | Giacomo Guidi Colin Parker                                                     |
| A squadre   |                                                                                   |                                                                     |                                                                                |
| Fioretto    | Germania Dominik Behr Peter Joppich Benjamin Weinkauf André Weßels                | Francia Brice Guyart Erwann Le Péchoux Raphael Lecat Romain Mazel   | Corea del Sud Byungchul Choi Chang Duk Ha Yul Pyo Hong Chang Yong Jung         |
| Spada       | Italia Andrea Baglietto Giacomo Falcini Emanuel Mencacci-Nicolo Matteo Tagliariol | Polonia Pawel Bönisch Tomasz Motyka Marek Petraszek Michal Sobieraj | Germania Norman Ackermann Tillmann Fetzer Jens-Steffen Pfeiffer Martin Schmitt |
| Sciabola    | Stati Uniti Timothy Hagamen Ivan Lee Colin Parker Jason Rogers                    | Francia Vincent Anstett Simon Bedel Thomas Charrette Clement Martin | Ucraina Artem Dranyk Serhiy Isaenko Sergiy Shkalikov Oleh Shturbabin           |

### Donne
| Specialità  | Oro                                                                           | Argento                                                                      | Bronzo                                                                           |
| Individuali |                                                                               |                                                                              |                                                                                  |
| Fioretto    | Malgorzata Wojtkowiak                                                         | Gabriella Hopka-Varga                                                        | Andrea Ament Sylwia Gruchala                                                     |
| Spada       | Patricia Osyczka                                                              | Britta Heidemann                                                             | Na Li Weiping Zhong                                                              |
| Sciabola    | Mariel Zagunis                                                                | Sada Jacobson                                                                | Xue Tan Anne-Lise Touya                                                          |
| A squadre   |                                                                               |                                                                              |                                                                                  |
| Fioretto    | Polonia Sylwia Gruchala Anna Janas Alicja Kryczalo Malgorzata Wojtkowiak      | Russia Idalia Kamaleeva Julia Khakimova Viktoria Nikichina Ianna Rouzavina   | Germania Annekathrin Donath Carolin Neckermann Carolin Redmann Katja Wächter     |
| Spada       | Francia France Foucher Isabelle Leger Maureen Nisima-Charley Berenice Vignard | Romania Loredana Dinu Iuliana Maceseanu Ana Maria Popescu -                  | Cina Na Li Xiaojuan Luo Weiping Zhong -                                          |
| Sciabola    | Stati Uniti Amelia Gaillard Emily Jacobson Sada Jacobson Mariel Zagunis       | Russia Elizaveta Gorst Julia Melnik Svetlana Verteletskaia Margarita Zhukova | Polonia Katarzyna Kuzniak Aleksandra Shelton Marta Skubiszewska Irena Wieckowska |

## Medagliere
| Pos.   | Nazione       | Oro | Argento | Bronzo | Totale |
| ------ | ------------- | --- | ------- | ------ | ------ |
| 1      | Germania      | 4   | 1       | 2      | 7      |
| 2      | Stati Uniti   | 3   | 2       | 2      | 7      |
| 3      | Polonia       | 2   | 1       | 2      | 5      |
| 4      | Francia       | 1   | 3       | 1      | 5      |
| 5      | Ungheria      | 1   | 1       | 0      | 2      |
| 6      | Italia        | 1   | 0       | 1      | 2      |
| 7      | Russia        | 0   | 2       | 0      | 2      |
| 8      | Cina          | 0   | 1       | 5      | 6      |
| 9      | Romania       | 0   | 1       | 0      | 1      |
| 10     | Ucraina       | 0   | 0       | 2      | 2      |
| 10     | Corea del Sud | 0   | 0       | 2      | 2      |
| 12     | Senegal       | 0   | 0       | 1      | 1      |
| Totale | Totale        | 12  | 12      | 18     | 42     |